# 汉斯·斯坦宁格

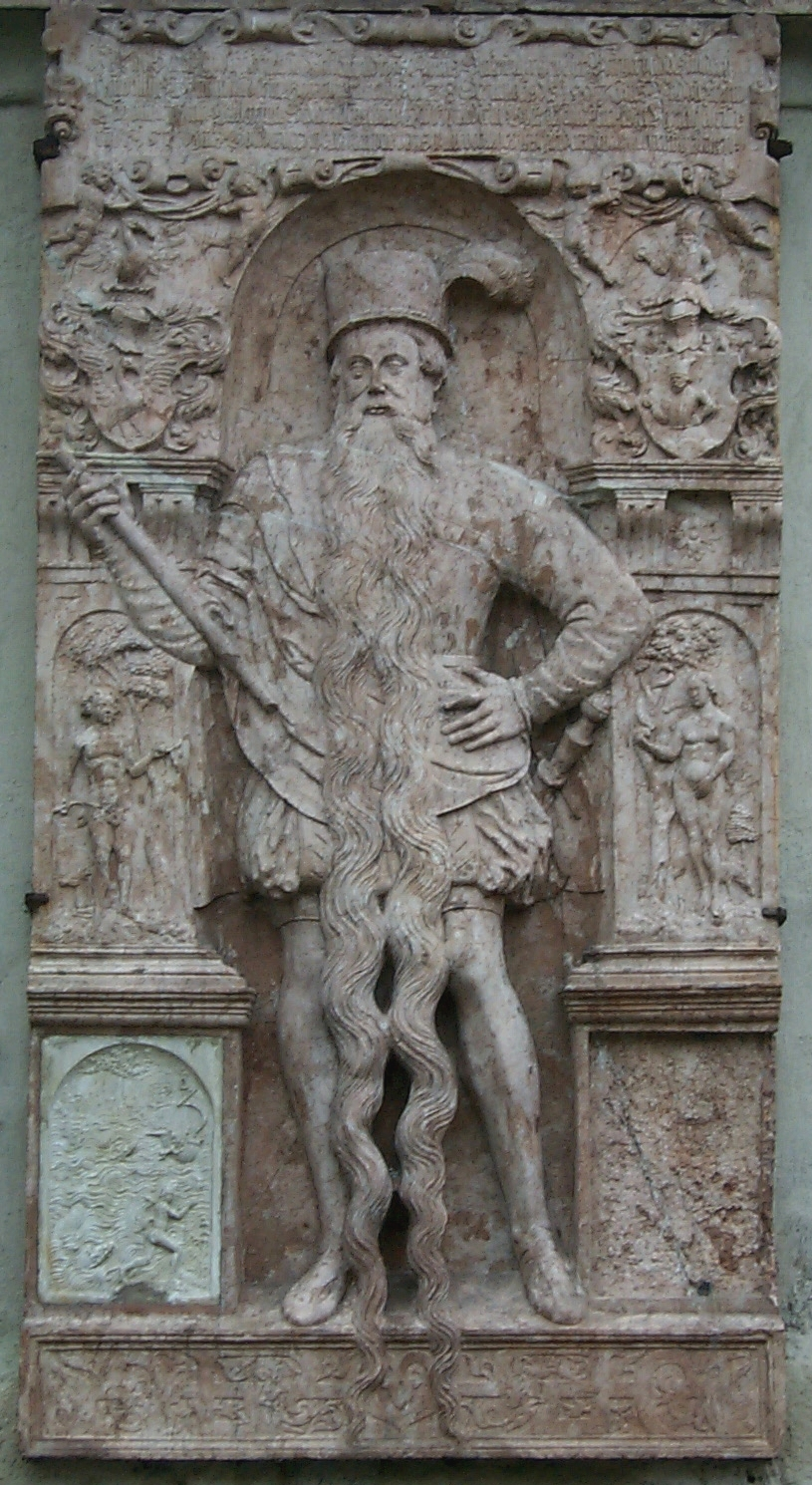
汉斯·斯坦宁格的墓碑

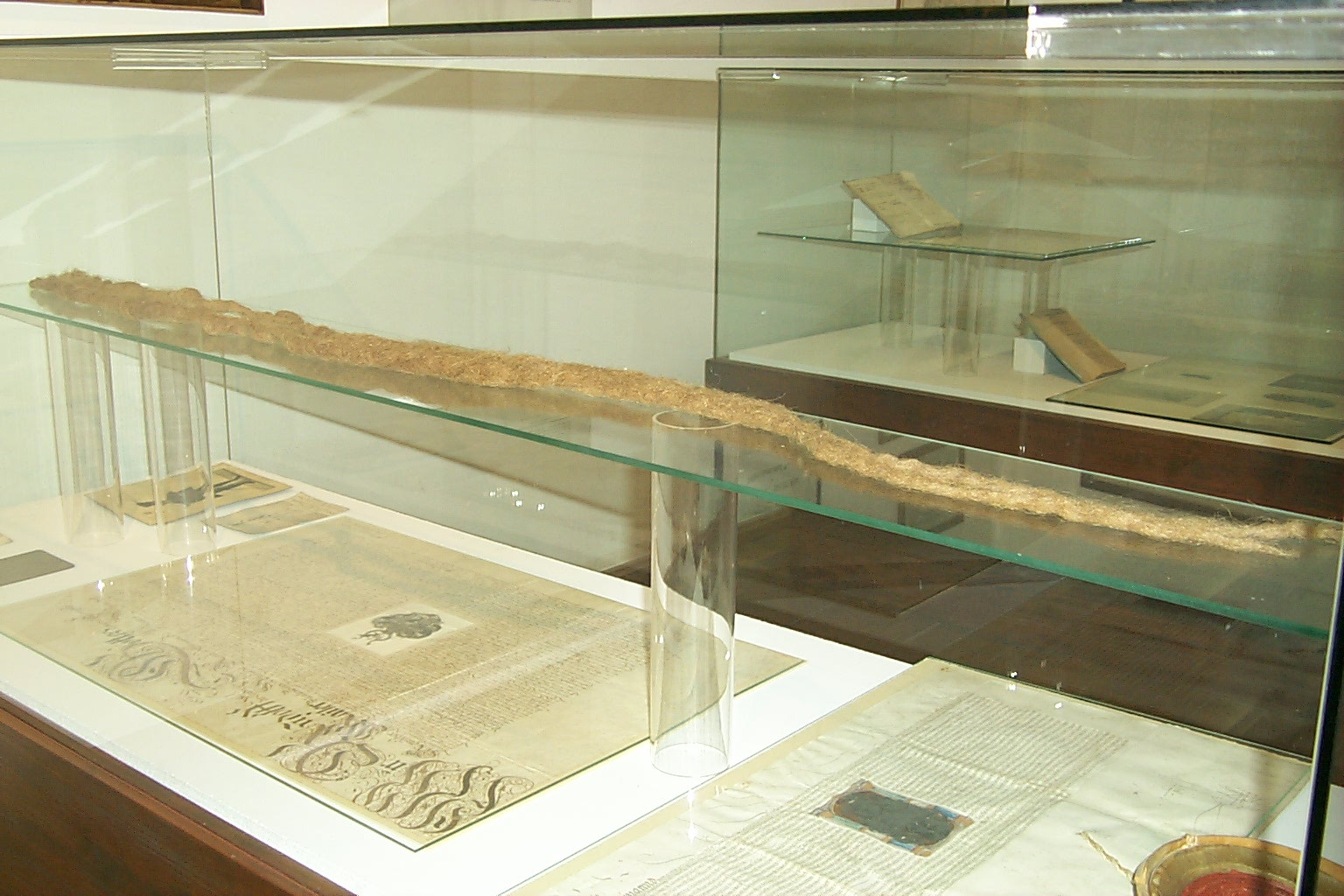
汉斯·斯坦宁格的鬍鬚

汉斯·斯坦宁格（德語：Hans Staininger，?—1567年9月28日）是奥地利因河畔布劳瑙的市长，以異常長的鬍鬚而知名。
汉斯·斯坦宁格曾六次当选因河畔布劳瑙市市长。他的鬍鬚長约两米，由於鬍鬚過長，通常他将胡须卷起來放在口袋里。据说他最終因踩到胡须而摔倒身亡。他去世後，他的胡须被保存下來，目前正存放在赫尔佐格斯堡博物馆（Bezirksmuseum Herzogsburg）中。